# شاریشاپ
شاریشاپ (به مجاری:  Sárisáp) یک شهرداری در مجارستان است که در ناحیه استرگوم واقع شده‌است. شاریشاپ ۱۴٫۴۶ کیلومتر مربع مساحت و ۲٬۹۶۰ نفر جمعیت دارد.